# Locomotiva FS D.341
La D.341 è la prima locomotiva Diesel elettrica  realizzata dalle Ferrovie dello Stato italiane in collaborazione con l'industria privata nazionale.

## Storia
Le locomotive D.341 sono il primo frutto dello sforzo di modernizzazione che le Ferrovie dello Stato intrapresero per il rilancio delle ferrovie nel secondo dopoguerra; furono concepite infatti per sostituire le locomotive a vapore alla trazione sia dei treni merci che dei treni viaggiatori. Il loro peso assiale fu contenuto entro le 16 tonnellate per rendere possibile la circolazione su qualunque tipo di armamento, e disporre così di una motrice moderna anche sulle linee non elettrificate.
Per la trazione sulle linee non elettrificate le Ferrovie dello Stato presero in considerazione due alternative: la trasmissione idromeccanica, che veniva privilegiata in Germania, con massa ridotta ma a rendimento più basso e con il problema del raffreddamento del fluido presente nel convertitore idraulico, e la trasmissione elettrica, più pesante, ma con rendimento più alto e con la possibilità di sfruttare valori di potenza elevati per tempi più lunghi.
Le FS allora decisero pragmaticamente di metterle a confronto sul campo, e procedette alla progettazione di vari prototipi: sulle idrauliche vennero progettate le D.342, mentre sul fronte opposto si predisposero le diesel-elettriche D.341; tra le diesel-idrauliche vi era anche la D.442 "Baffone", prototipo prodotto dall'Ansaldo, che però non era direttamente confrontabile perché di grande potenza, mentre le D.341 e D.342 avevano caratteristiche simili ed erano direttamente comparabili.
Il progetto si concretizzò a metà degli anni cinquanta coinvolgendo per la prima volta l'industria ferroviaria, mentre fino ad allora era l'Ufficio Studi Materiale e Trazione di Firenze a curare i progetti, e ne venne commissionata la costruzione alle due maggiori industrie private nazionali, la FIAT e la Breda. Il progetto della locomotiva venne pensato in maniera che fosse multiruolo, di costruzione robusta in modo da affrontare senza problemi l'allora dissestata rete secondaria e allo stesso tempo economica e di facile manutenzione.
Non volendosi avventurare in consistenti ordinazioni di serie, le FS decisero di assegnare, sotto la loro supervisione, il coordinamento del progetto delle locomotive Diesel-elettriche alla FIAT Materfer ed emisero un ordine preliminare di venti locomotive D.341 con l'intento di provare, oltre al motore FIAT, alcuni altri tipi costruiti su licenza o importati. La prima ordinazione fu dunque articolata su una preserie di venti unità comprendente:
- sedici locomotive (D.341.101-116; rinumerate dal 1959 D.341.1001-1016) con motore FIAT Grandi Motori 2312SF, assegnate a FIAT, OM, TIBB, Reggiane e OCREN;
- due locomotive (D.341.201-202; rinumerate dal 1959 D.341.2001-2002) con motore Breda-Paxman 12YLXL, assegnate alla Breda;
- una locomotiva (D.341.401; rinumerata dal 1959 D.341.4001) con motore Maybach MB865, assegnata all'Ansaldo;
- una locomotiva (D.341.501; rinumerata dal 1959 D.341.5001) con motore MAN V6V22/30, assegnata alle Reggiane;

con il passaggio alla marcatura a 7 cifre, avvenuto nel 1959, fu interposto uno zero dopo le centinaia, così ad esempio le Breda divennero 2001-2002. Nella marcatura Diesel delle FS le prime tre cifre identificano il gruppo, mentre la successiva, a partire dalla seconda metà degli anni cinquanta, è un codice che indica il produttore: 1 per Fiat, 2 per Breda, 3 per OM, 4 per Ansaldo 5 per le Officine Meccaniche Reggiane.
Le venti unità di preserie ordinate per la sperimentazione avevano rodiggio Bo' Bo', massa aderente di 64 tonnellate (16 t/asse), una potenza continua di 970 kW, che con rapporto 15/68 raggiungevano velocità massima di 100 Km/h, a parte il prototipo Ansaldo che con un rapporto di trasmissione 16/67 raggiungeva 110 Km/h di velocità massima.  Il gruppo elettrogeno era costituito da motore Diesel 2312 SF a 12 cilindri o Breda-Paxman tipo 12YLX, più generatrice principale Marelli, che alimentava quattro motori di trazione tipo TIBB alloggiati nei carrelli. La trasmissione del moto alle ruote era di tipo tranviario.

Prototipo FIAT D.341.102

Le macchine avevano stesse parti meccaniche ed equipaggiamento elettrico unificato Marelli-CGE-TIBB, ad eccezione della versione Ansaldo che aveva in comune soltanto i motori di trazione.
Contrariamente a quanto avvenuto per le D.342, i prototipi dei vari produttori erano esteriormente identici, con frontali inclinati, sulla cassa, la porta d'accesso frontale, munita di vistosi corrimano, prevista per l'eventuale utilizzo in comando multiplo con altra unità accoppiata, la livrea che prevedeva un Isabella esteso all'intero corpo della motrice, con fascia castano sui finestrini frontali e laterali della cabina e sull'imperiale, pancone rosso, baffo frontale all'altezza dei fanali, che proseguiva restringendosi sulle fiancate in corrispondenza del telaio, anch'esso di colore rosso, con le due fiancate che presentavano, una quattro oblò, l'altra tre oblò, più un portellone che facilitava l'accesso per la manutenzione; faceva eccezione il prototipo Ansaldo, che utilizzava una cassa del prototipo D.342.
La prima Diesel-elettrica italiana, la D.341.101, venne consegnata dalla Fiat alle Ferrovie dello Stato presso il deposito di Torino Smistamento il 9 dicembre 1957 e dopo alcune corse di prova fra Torino e Chivasso, esattamente un mese dopo, il 9 gennaio 1958, veniva presentata ufficialmente a Roma al ministro dei Trasporti Armando Angelini e al direttore generale delle FS ingegner Severo Rissone, prima di essere inviata al deposito di Taranto per essere saggiata sulla linea verso Potenza e Battipaglia.
Il confronto tra diesel-idraulico e diesel-elettrico si svolse prevalentemente in Puglia, tra Bari e Taranto, il cui deposito venne appositamente attrezzato per accogliere le nuove Diesel. Le D.342 vennero assegnate al deposito di Bari, e le D.341 al deposito di Taranto. Contemporaneamente D.341 e D.342 vennero utilizzate anche presso il deposito Torino Smistamento.

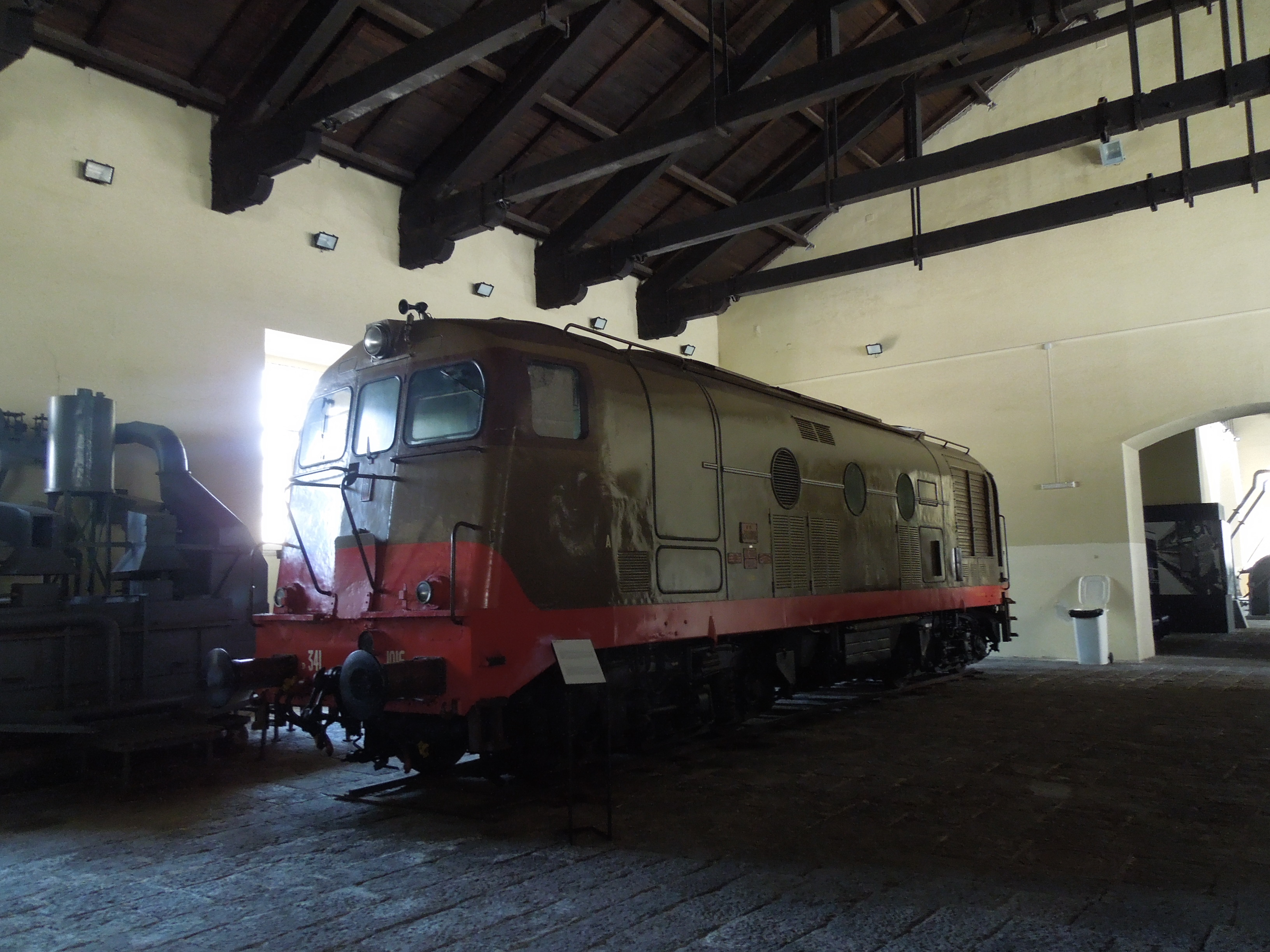
la D.341.1016 preservata a Pietrarsa

A partire dal luglio 1958 i due tipi di locomotiva, che adottavano diversa soluzione di trazione, si affrontarono su vari terreni, soprattutto tra Taranto e Potenza, linea con notevoli pendenze che in poco più di 100 Km sale dal livello del mare a Metaponto ai 671 m.s.l.m. di Potenza. Il confronto premiò la soluzione diesel-elettrica, dimostratasi di maggiore notevole affidabilità.
L'esordio al Sud vide la prima D.341.101 in testa alla coppia di treni diretti 820/821 Lecce - Napoli, con sezione da Taranto per Roma. Suscitò una certa impressione la potente accelerazione che la locomotiva era capace di imprimere ai treni nella fase di partenza, di solito molto lenta con le locomotive a vapore, che le procurò il soprannome di Sputnik, come il satellite lanciato nello spazio dall'Unione Sovietica.
Dal 21 gennaio 1958, data di uscita della D.341.102, fino all'intero mese di settembre, il deposito di Taranto si affollò di macchine appartenenti a questo nuovo gruppo, che al traino di treni diretti e rapidi verso Napoli e poi anche, attraverso la linea Jonica, verso Reggio Calabria, conquistarono e mantennero per decenni la supremazia sulle linee non elettrificate del Mezzogiorno.
Le D.341 si dimostrarono adeguate ai servizi attesi e all'altezza della situazione, affidabili nell'esercizio anche in quello più gravoso, sia nei servizi merci che in quelli viaggiatori, determinando l'ordine da parte FS di una seconda serie di complessive 85 unità, con motori FIAT Grandi Motori 2312SF (D.341-1017-1068) e Breda Paxman 12YLXL (D.341.2003-2035), il cui progetto, sostanzialmente identico a quello della prima serie, fu migliorato nella sospensione primaria dei carrelli, nel comando degli ausiliari e nella forma della testata. Caratterizzata da un'estetica generale differente, tale seconda serie vide aggiungere le D.341.1017-1068 al gruppo di quelle con motorizzazione Fiat e le D.341.2003-2035 al gruppo di quelle Breda.
La loro dismissione venne avviata nel 1985 e completata nel 1991, con alcune di queste macchine che hanno continuato a prestare la loro opera dopo l'alienazione dalle FS presso ditte ed imprese private e ferrovie in concessione.
La 1016 di prima serie è stata preservata ed è ospitata al Museo Ferroviario Nazionale di Pietrarsa.

## Caratteristiche
Le locomotive D.341 erano costruite con due cabine di guida alle estremità, piuttosto sacrificate come spazio, con assoluta bidirezionalità. La cassa era divisa in tre ambienti con un grande comparto con il gruppo motore-generatrice, compressori e dispositivi di raffreddamento.
I carrelli erano di tipo tradizionale, con sospensione primaria ad elica per la prima serie e a balestra per la seconda serie.
La costruzione della struttura e della cassa, il cui ordine è iniziato nel 1957 è stata ripartita tra Fiat Materfer, Tecnomasio Italiano-Brown-Boveri, Officine Meccaniche Reggiane, OM, S.M.Pozzuoli, IMAM-Aerfer e Breda.

### Parte meccanica
La tecnologia per le locomotive Diesel era ormai matura rispetto ai tentativi senza seguito degli anni venti, per cui le Ferrovie dello Stato rivolsero all'industria privata la richiesta per la realizzazione di un prototipo di locomotiva con motori endotermici con le seguenti caratteristiche:
- potenza ai cerchioni di almeno 1.000 CV (circa 736 kW);
- velocità massima di 100 km/h;
- massa per asse non superiore a 16 t;
- quattro assi ad aderenza totale;
- souplesse[Nota 1] non inferiore a 4 (in altre parole adatta sia ai treni viaggiatori che ai treni merci).

I motori installati all'origine nella produzione di serie erano di due tipi:
- Fiat-Grandi Motori: la motorizzazione uguale per le due serie Fiat è del tipo 2312 S.F., ad iniezione diretta, a 12 cilindri a "V" di alesaggio 230 mm e corsa 270 mm in grado di sviluppare la potenza di 1320 CV a 1.000 giri/m. La seconda serie pur avendo lo stesso motore ha ricevuta una taratura a 1400 CV di potenza. Il rapporto di trasmissione è di 15/68 nella I serie e 16/67 nella seconda serie. Fanno eccezione le unità della seconda serie dalla 2018 alla 2032 che montano lo stesso rapporto di trasmissione di quelle di prima serie (15/68).
- Breda: motore Breda-Paxman tipo 12YLX, ad iniezione diretta a 12 cilindri a "V", di 1400 CV di potenza.

### Parte elettrica
La parte elettrica delle D.341 è costituita da un generatore di corrente continua a 450/700 volt.

La generatrice è del tipo Marelli MCL 170/D60 da 770 kW nella prima serie e MCL 170/D67 da 860 kW nella seconda. La serie Breda ne montava una analoga di costruzione Breda od OCREN.
I 4 motori di trazione erano del tipo TIBB GDTM 2404 a 4 poli della potenza oraria di 177 kW ciascuno nella prima serie, e del tipo TIBB GDTM 2405 a 4 poli e 192 kW di potenza oraria nella seconda; erano tutti di costruzione Tecnomasio Italiano-Brown-Boveri, Ocren/Savigliano o Breda.
La variazione di velocità e potenza veniva regolata mediante un complesso di regolazione C.G.E./Amplistat che agiva sulla mandata di gasolio del motore ottimizzandone la velocità in base al controllo operato dal macchinista, tramite otto valori di regime di velocità del motore termico, ottenibile attraverso un comando a leva nelle unità di prima serie ed a volantino su quelle di seconda serie; per ciascuno di questi valori si aveva anche la regolazione automatica dell'eccitazione della dinamo principale.

## D.341 seconda serie
Terminato il periodo di valutazione. vennero ordinate a partire dal 1960 le unità di serie, che furono 85, portando il totale a 105. La seconda serie ha subito un restyling notevole della cassa, soprattutto per quanto riguardava il frontale e le cabina di guida. La motorizzazione delle FIAT è stata tarata a 1400 CV per uniformarne le prestazioni a quelle delle unità Breda e la generatrice è stata potenziata di ulteriori 90 kW; venne poi adottato il rapporto di trasmissione ai motori di trazione di 16/67 denti, lo stesso rapporto veloce del prototipo Ansaldo, unificato per tutta la seconda serie, salvo le 2018-2032 che mantennero il rapporto 15/68 delle preserie.

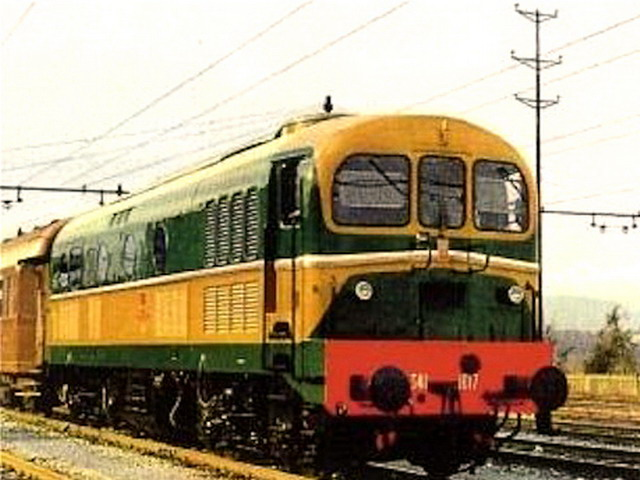
D.341.1017 nella livrea originale

La carrozzeria, che nella prima serie era caratterizzata da frontali inclinati e livrea bruno-isabella, nella seconda serie presentava frontali verticali e livrea verde vagone e isabella.

D.341.2031 nella livrea tradizionale in trasferimento da Faenza a Rimini, in transito a Santarcangelo di Romagna

Inizialmente almeno una macchina della seconda serie, la 1017, prima unità della "seconda serie", ebbe in origine una livrea provvisoria, caratterizzata da un baffo verde vagone frontale. La versione definitiva perse il baffo verde per assumere quella che divenne la tradizionale livrea verde vagone-castano, filetto argento al centro, con parte superiore della cassa colore verde, finestrini frontali, 'imperiale e sottocassa colore bruno, pancone rosso, con la parte inferiore delle fiancate in corrispondenza del telaio che riprendeva il coloro verde della parte superiore della cassa.
Le fiancate delle macchine della seconda serie a differenza di quella della prima serie, presentarono entrambe quattro oblò. L'impianto generale nelle due serie tuttavia era sostanzialmente lo stesso, con lunghezza della cassa, passo ed interperno identici, con lunghezza totale leggermente superiore per la seconda serie, che ebbe respingenti più lunghi di 3 cm, con grandi griglie laterali nella zona del motore e ventolone sull'imperiale.
Anche le unità della seconda, analogamente alla prima serie, erano dotate di porta anteriore di intercomunicazione, con passerella e corrimano laterali.
Come per le unità della prima serie, anche le unità della seconda serie in origine non erano dotate di terzo faro frontale, che venne aggiunto successivamente.
Tra le Breda e le FIAT non vi erano differenze estetiche. Rispetto alla preserie alla evidente variazione nella forma delle testate, corrispondeva una ottimizzazione degli ambienti interni e oltre al miglioramento dei carrelli con sospensione primaria con molle a balestra, un migliorato azionamento dei servizi ausiliari.
Le macchine 1026-1056 e 1062-1068 furono dotate di caldaia per provvedere al riscaldamento a vapore delle carrozze. Le D.341 potevano viaggiare in comando multiplo pilotando una seconda unità, senza però segnalazioni nella cabina di testa dello stato della seconda motrice, il che obbligava ad avere un agente anche nella seconda macchina, ragion per la quale le doppie trazioni non furono frequenti.

## D.341 prototipo
Nel 1957 le Ferrovie dello Stato hanno esperito un ordine che però non ha avuto seguito oltre ai due prototipi:
- D.341.4001 (Ansaldo)
- D.341.5001 (Reggiane)

### D.341.4001
La locomotiva FS D.341.4001, costruita in un singolo esemplare, realizzata dall'Ansaldo, in quegli anni impegnata a portare a termine il suo progetto Diesel Idraulico, con la realizzazione della D.442 e delle D.342, ma che non volendo perdere il mercato delle Diesel Elettriche, nel caso quest'ultimo avesse vinto la sfida, riuscì ad ottenere la commessa per un esemplare di D.341 nel 1957 cogliendo quindi l'opportunità di realizzare la sua versione di locomotiva diesel elettrica.
Il prototipo ebbe il curioso nomignolo di "Baffetto" poiché veniva considerato il "fratello minore" dell’altro prototipo Ansaldo, D.442.4001, a trazione diesel-idraulica che veniva chiamato "Baffone" a causa dello schema di coloritura molto particolare.

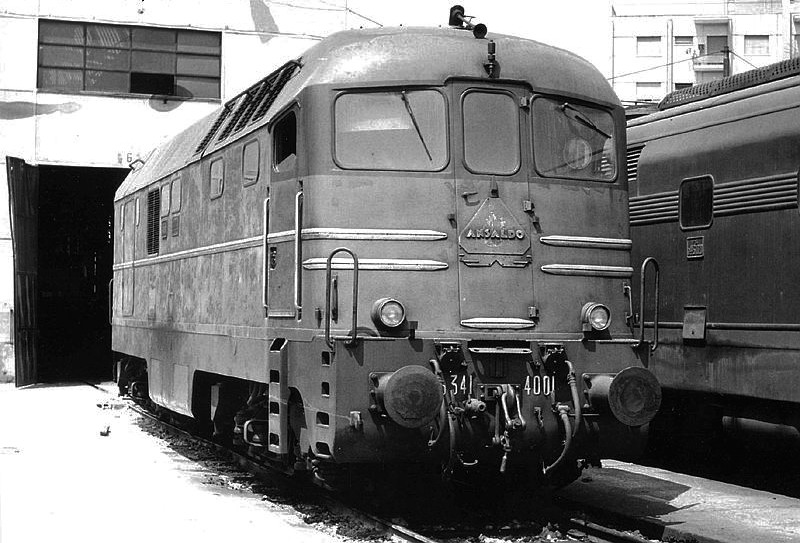
D.341.4001 al deposito di Bari

A causa del poco tempo a disposizione e del fatto che i suoi interessi erano orientati all’idraulica, l'Ansaldo non riuscì a presentare la sua locomotiva con la cassa standard e dovette riciclare una cassa delle D.342, per cui la sua estetica simile, anche nella livrea alle coeve D.342.4000, ma la disposizione dei componenti interni era diversa, così come la posizione delle griglie lungo la fiancata e dei radiatori lungo lo spiovente del tetto, il cui raffreddamento era ad azionamento idrostatico.
La macchina era la più potente di tutta la serie di locomotive D.341, con un motore di costruzione Ansaldo/Maybach ad iniezione diretta a 16 cilindri a "V" della potenza di 1 600 CV a 1 500 giri/m, mentre il sistema di regolazione del propulsore Diesel non era del tipo CGE,in uso sulle altre D.341, ma sviluppato dall'Ansaldo assieme alla Oerlikon, cui venne affidata la costruzione, che fin da subito dimostrò di soffrire di seri problemi, al punto che,dopo nemmeno un mese di esercizio e pochissimi chilometri percorsi, l'Ansaldo, non volendo assolutamente sfigurare, chiese il ritorno in fabbrica del prototipo per effettuare modifiche sostanziali al circuito di comando. Avendo sofferto sin dall'inizio tali problemi, costruita nel settembre 1959, la consegna alle FS venne ritardata di un anno, durante il quale furono effettuate molte prove nella zona di Genova, per essere infine consegnata nel settembre 1960.
la generatrice, del tipo 6B870 a otto poli a corrente continua, anch'essa di costruzione Ansaldo, come tutto il resto del circuito di trazione, forniva ben 1 068 kW (contro gli 860 kW delle 341-2ª serie) utilizzati dai potenti motori di trazione di ben 232 kW di potenza ciascuno. La massa in servizio era di 62,4 t, la lunghezza totale di 14.480 mm e la velocità massima omologata di 110 km/h, uguale a quella delle altre macchine del gruppo. Analogamente alle altre D.341 i carrelli erano equipaggiati con motori elettrici TIBB, sostituiti successivamente nel 1962 con gli LC242/37 di produzione Ansaldo. Tale scelta venne fatta per ridurre i costi e i tempi, in quanto quello che era veramente da testare attentamente non erano i carrelli, ma il gruppo Motore-Generatrice-Regolazione.
Assegnata al Deposito locomotive di Bari, prestò servizio sulla linea Bari-Lecce, subendo numerose soste per guasti meccanici. Il 6 dicembre 1976 si verificò la rottura del cuscinetto di testa dell’albero motore e dopo una richiesta di una Revisione Generale e una Revisione Speciale, essendo ormai sopraggiunta la politica di radiazione dei prototipi, che aveva già colpito le D.342 OM, il 21 gennaio 1977 il Servizio Materiale e Trazione FS decise di demolire la macchina, e il 6 marzo 1978, tramite fonogramma, venne disposto l'invio della locomotiva presso il deposito locomotive di Rimini per la demolizione, operazione compiuta a partire da settembre 1979.

### D.341.5001

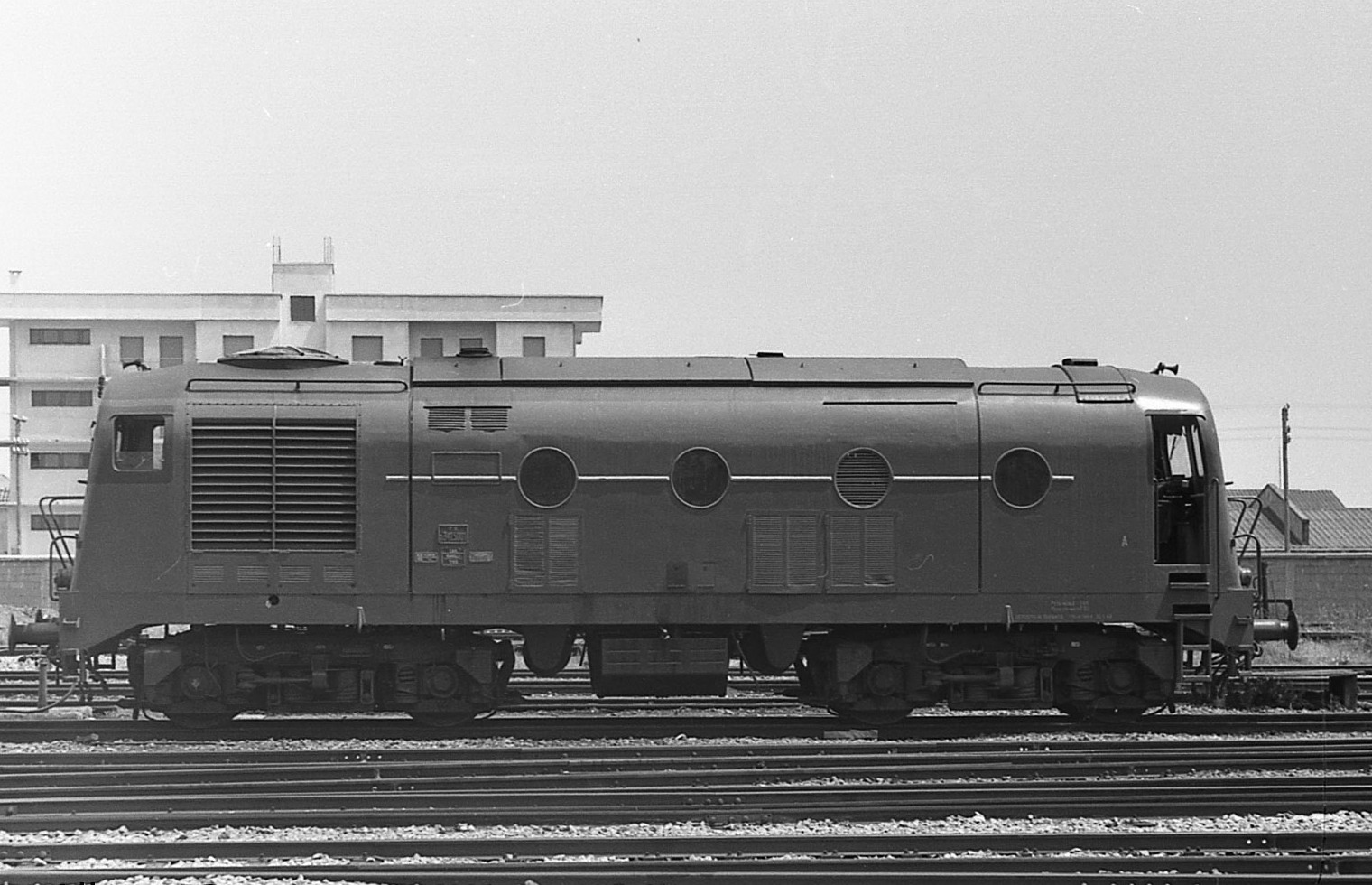
La D.341.5001 nel deposito locomotive di Catanzaro nel luglio 1974

La locomotiva delle Reggiane montava inizialmente un motore Reggiane/Man tipo V6V 22/30 a 12 cilindri a "V" della potenza di 1 320 CV a 1 000 giri/m, che aveva prestazioni analoghe a quelle degli altri propulsori. Costruita nel dicembre 1958, giunse presso il Deposito Locomotive di Taranto a inizio 1959. Nel 1973 il motore MAN, che per tutti gli anni sessanta aveva subito diversi guasti, fu sostituito con un motore Fiat, rendendo la locomotiva analoga alle D.341 prima serie.

#### FSE BB.150
Il lavoro fatto dalle Reggiane non andò tuttavia perduto, in quanto dall’esperienza del prototipo le Reggiane realizzarono immediatamente una motrice simile, costruita in tredici esemplari il 1959 e il 1960 per le FSE, dotate, come il prototipo D.341.5001, di motore MAN che vennero immatricolate come BB.150; le motrici erano relativamente simili anche nella linea della cassa.

## Servizio
Le motrici vennero tutte inviate in Puglia presso il Deposito locomotive di Taranto, eccetto il prototipo Ansaldo, assegnato al Deposito locomotive di Bari per questioni di uniformità, in quanto a Bari venivano valutati i prototipo delle coeve D.342 e D.442 prodotte anche queste dall'Ansaldo, sebbene a trasmissione idraulica.

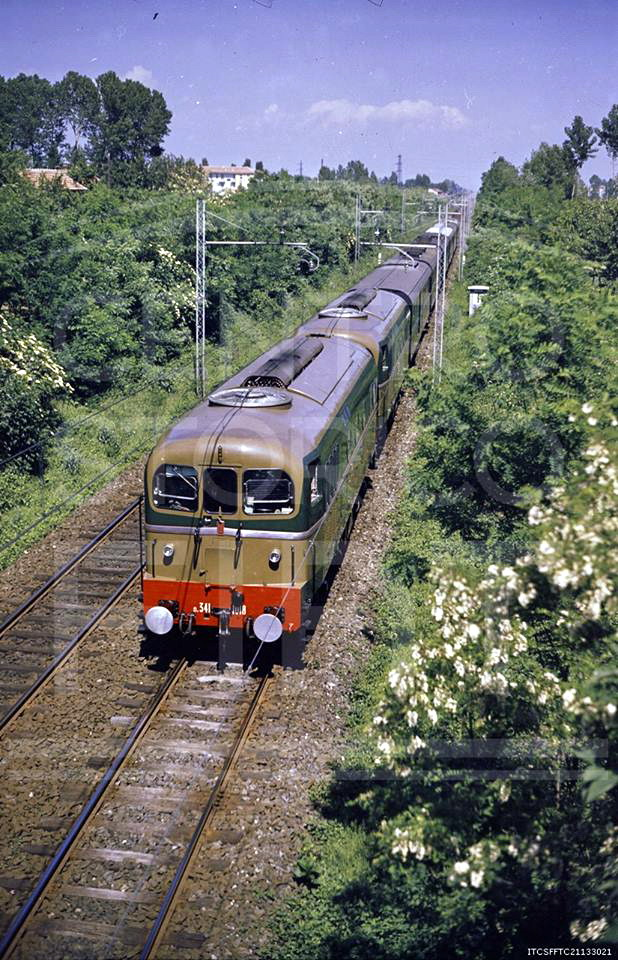
La locomotiva D.341.1017, in doppia trazione con la D.341.1018, al traino del Treno Presidenziale con a bordo la Regina Elisabetta II

Le motrici vennero prevalentemente dislocate nell'Italia meridionale, con poche eccezioni, e a metà anni sessanta la loro dislocazione era la seguente:
| Dislocazione delle D.341 a metà anni sessanta | Dislocazione delle D.341 a metà anni sessanta | Dislocazione delle D.341 a metà anni sessanta | Dislocazione delle D.341 a metà anni sessanta |
| Sede                                          | FIAT di serie                                 | Breda di serie                                | Prototipi                                     |
| --------------------------------------------- | --------------------------------------------- | --------------------------------------------- | --------------------------------------------- |
| Taranto                                       | 15                                            | 2                                             | 19                                            |
| Bari                                          | 9                                             |                                               | 1 (Ansaldo)                                   |
| Catanzaro                                     | 17                                            |                                               |                                               |
| Reggio Calabria                               | 6                                             |                                               |                                               |
| Roma                                          |                                               | 21                                            |                                               |
| Bologna                                       |                                               | 10                                            |                                               |
| Torino                                        | 5                                             |                                               |                                               |

La prima FIAT di serie, la D.341.1017, rimase a Torino con altre quattro locomotive e il 9 giugno 1961 venne messo alla testa, in doppia trazione con la 1018, del Treno Presidenziale tra Torino e Milano, che ospitava a bordo la Regina d'Inghilterra Elisabetta II in visita in Italia. Occasionalmente nell'Italia settentrionale le D.341 prestarono servizio nei momenti di passaggio dalla trifase alla corrente continua.

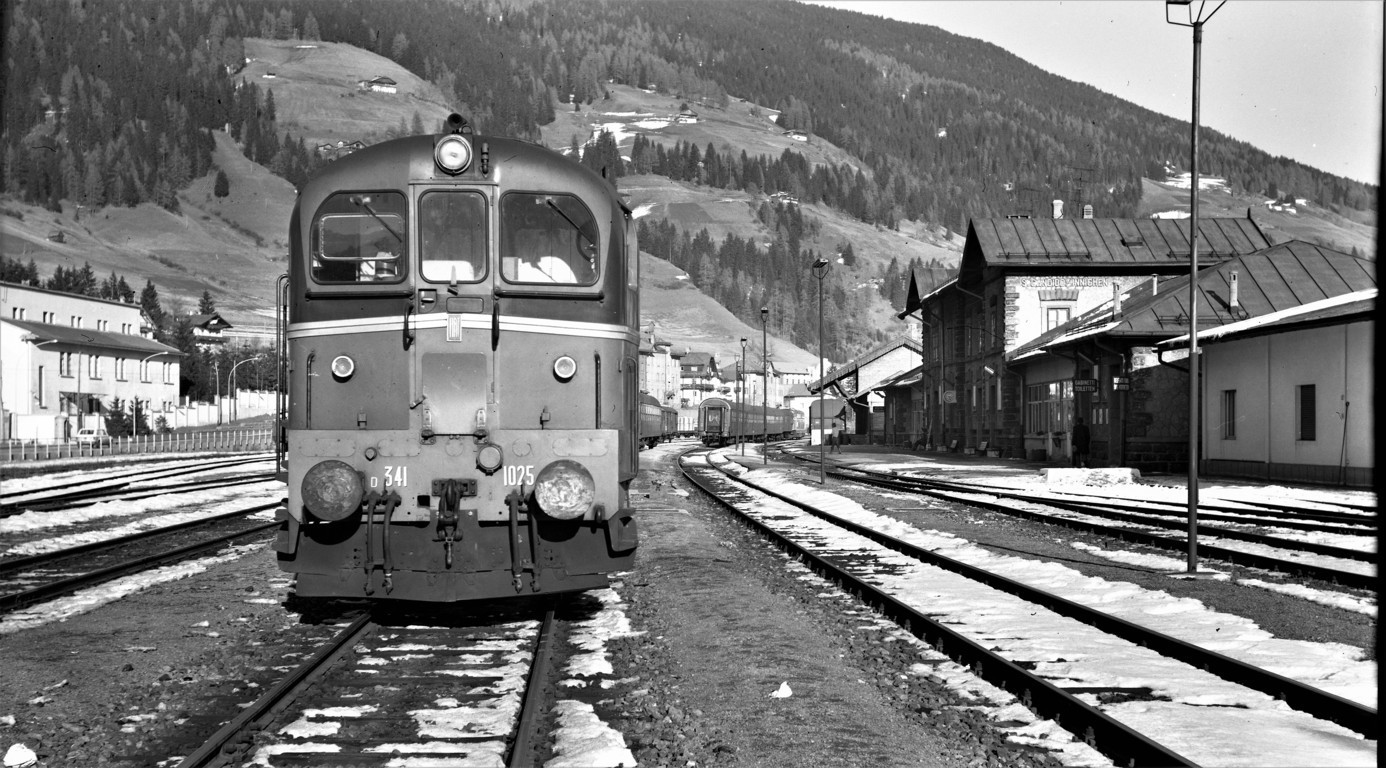
D.341.1025 nella stazione di San Candido pronta a partire per Fortezza

Le D.341 vennero adibite al traino sia di treni merci, sia di treni passeggeri. Tra i servizi di prestigio i treni a lunga percorrenza Bari-Taranto-Reggio Calabria, che con l'entrata in servizio di queste locomotive hanno ridotto di un'ora il loro percorso, il rapido Napoli-Taranto composto di tre carrozze che sostituiva le automotrici ALn 880, e in Romagna l'Adria Express Ancona-Vienna, nella tratta all'epoca non elettrificata tra Rimini e Ferrara.
In Piemonte le D.341 vennero utilizzati al traino di treni passeggeri e merci a breve percorrenza, prevalentemente tra Torino e Aosta.
Dal 1967, con l'entrata in servizio delle D.443, e poi dal 1974 delle nuove D.445, le D.341 iniziarono a esser relegate a ruoli sempre più marginali e furono in parte trasferite: le locomotive 1020, 1023, 1024 e 1025 vennero dislocate tra il 1974 e il 1978 a Fortezza, per prestare servizio sulla linea della Val Pusteria, spesso in doppia trazione, a volte anche con una locomotiva diesel accoppiata con una Gr.741 a vapore. Le locomotive 1021, 1057 e 1061, a metà degli anni settanta furono trasferite a Verona e verso la fine degli anni settanta varie macchine fecero servizio a Catania e a Genova.
Alcune delle macchine assegnate a Reggio Calabria vennero dotate di dispositivi per il comando e controllo delle porte delle carrozze tipo MDVC/MDVE.
All'inizio degli anni ottanta, oltre che con la progressiva entrata in servizio delle nuove locomotive diesel, anche con la progressiva elettrificazione di varie linee, queste macchine, che avevano già accumulato diversi anni di servizio, vennero relegate a ruoli sempre più marginali e all'accantonamento delle macchine della prima serie nel 1985. Nel 1991 le D.341 del deposito locomotive di Taranto furono le ultime ad essere ritirate dal servizio sulla rete FS titolari di treni regionali sulla linea Brindisi-Taranto. Alcune locomotive di seconda serie hanno continuato a prestare la loro opera, dopo l'alienazione dalle FS, presso ditte ed imprese private.

## D.341 cedute ad altre società
Dopo l'accantonamento dell'intero gruppo un consistente numero di locomotive è stato acquisito da imprese e ferrovie private.

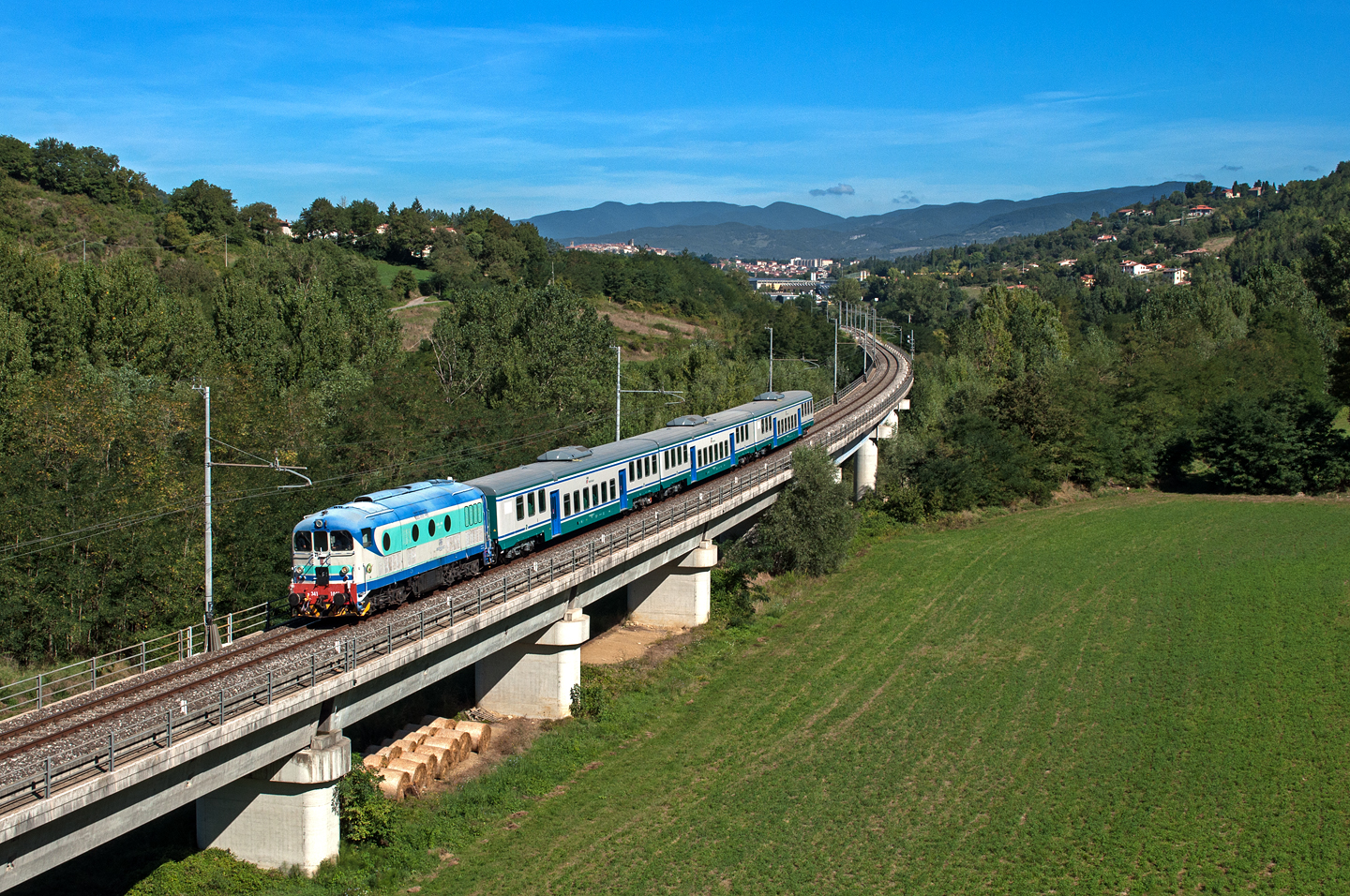
La D.341.1041 in servizio con TFT

- Le locomotive di seconda serie D.341.1041 e D.341.1063 sono state acquisite nel 1989 dalla società FSAS, per l'uso sulle proprie linee Arezzo - Stia e Arezzo - Sinalunga, alle quali nel 1990 fece seguito l'acquisto della D.341.1051 da usare come fornitore di pezzi di ricambio per le altre due motrici.[17] All'epoca, una controversia con gli enti locali aveva portato al commissariamento della LFI (La Ferroviaria Italiana), che assunse la ragione sociale FSAS (Ferrovia Stia-Arezzo-Sinalunga); il nome della compagnia venne ripristinato nel 1992 e rimase tale sino al 2005, quando la divisione ferroviaria venne scissa nelle società Rete Ferroviaria Toscana (RFT), per la gestione delle infrastrutture e Trasporto Ferroviario Toscano, attiva nel trasporto regionale e merci, che comprende il materiale rotabile. Le due macchine atte al servizio, giunte nel deposito aretino, furono revisionate dalla FERVET ed attrezzate con telecomando per carrozze pilota, riverniciate nella livrea nera con panconi rossi. Le due macchine sono state regolarmente utilizzate in testa ai pesanti merci sulla linea del Casentino e alle tradotte sulla breve tratta tra Arezzo e la frazione di San Giuliano, raramente anche in trazione doppia. La D.341.1041, accantonata nel corso del 2000, è stata poi revisionata e rimessa in esercizio nel 2005 con la nuova livrea blu/bianco/azzurro di TFT, mentre la D.341.1063, rimasta sempre in servizio, ha ricevuto solo la livrea blu/bianco/azzurro. Entrambe le macchine hanno terminato la loro vita operativa nel 2023 ma restano comunque disponibili per sporadici servizi occasionali, in particolare per la movimentazione di rotabili storici.[18]
- Le locomotive D.341.1021, D.341.1025, D.341.1027 e D.341.1060, reimmatricolate rispettivamente T.7226, T.7227, T7.278 e T.7241 sono state acquisite dalla ditta "Salvatore Esposito SpA" di Caserta.

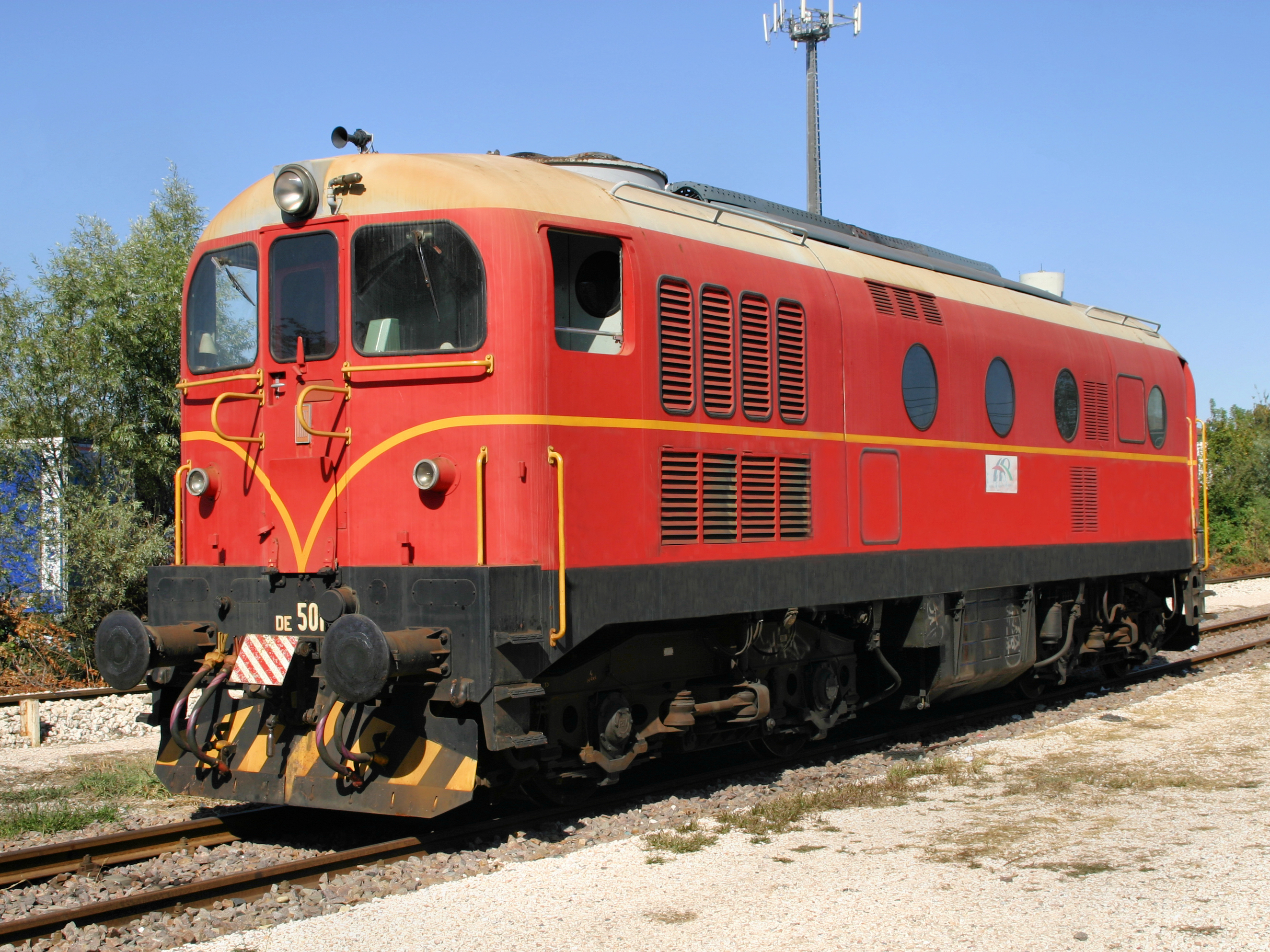
Locomotiva DE.501 delle Ferrovie Emilia Romagna

- Le locomotive D.341.1019 e D.341.1020 sono state vendute nel 1991 alla gestione commissariale governativa della ferrovia Bologna-Portomaggiore: la 1019 fu cannibalizzata per ottenere parti di ricambio per la 1020, rinumerata DE.501.[19] La macchina, impiegata in sporadici servizi merci per Budrio, nel 1993 è stata oggetto di scambio con una SV DE.424 della Ferrovia Udine Cividale e pesantemente impegnata fino al 1997 all'interporto di Moimacco (Cividale) e successivamente confluita, nel 2010 in Ferrovie Emilia Romagna.
- Le locomotive da D.341.2003 a D.341.2035 vennero noleggiate da FTC (Ferrovia Torino-Ceres), poi SATTI, la quale sin dal 1982 aveva noleggiato tre locomotive: D.341.2016, D.341.2021 e D.341.2028.[20]. A fine noleggio le tre locomotive furono acquistate nel 1988 assieme alla D.341.2026. Le motrici restarono in servizio regolare fino al 1992, mantenendo la livrea FS con marcature originali, con la sola apposizione del logo SATTI sulla fiancata. La D.341.2021 restò in esercizio fino al 1996 come macchina da manovra presso la stazione Torino Dora, le altre furono via via accantonate in precedenza. La 2021 è ancora esistente di proprietà della società di trasporto pubblico locale GTT.[21]
- Le locomotive D.341.2004 e 2005 vennero acquistate dall'impresa di lavori ferroviari Vecchia Cooperativa Braccianti di Fano e nel 2007 cedute a Salcef S.p.A.[22]
- Fra il 1990 ed il 1993 per il traffico merci sulla propria rete la FCU "Ferrovia Centrale Umbra" acquisisce le seguenti unità dalle FS: 1022, 1029, 1039, 1042, 1046, 1049 e 1066. Conclusa la vita operativa in FCU le unità 1039, 1042, 1046, 1049 sono state demolite, mentre la 1022, 1029 e la 1066 sono passate in carico a Fondazione FS Italiane in attesa di restauro funzionale per l'effettuazione di treni storici.[23]
- La D.341.2020 è stata acquisita nel 2002 dal Ministero della Difesa e si trova presso un ente militare utilizzata per l'addestramento.